# Château aragonais (Tarente)
Pour les articles homonymes, voir Château aragonais.
Le château aragonais (ou Castel Sant'Angelo), avec son plan quadrangulaire et sa vaste cour centrale, occupe l'extrême sud de l'Isola del Borgo Antico sur laquelle se dressait l'ancien village de la ville de Tarente, province de Tarente dans les Pouilles,.

## Historique

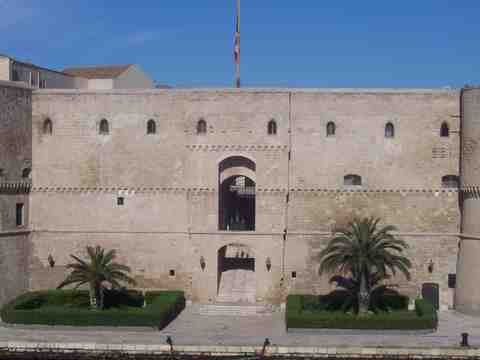
Entrée de la forteresse.

La partie la plus ancienne de la forteresse remonte à 780, lorsque les Byzantins commencèrent sa construction pour se protéger des attaques des Sarrasins et de la république de Venise. Cette première fortification était constituée de tours hautes et étroites, depuis lesquelles ils combattaient avec des lances, des flèches, des pierres et de l'huile bouillante. 
En 1481, un premier canal navigable fut construit, plus étroit que l'actuel et aux berges irrégulières, pour permettre le passage des petits bateaux et améliorer la défense du château. En 1486, Ferdinand Ier de Naples chargea l'architecte et ingénieur militaire Francesco di Giorgio Martini d'agrandir le château et de lui donner sa structure actuelle, afin de remplacer la typologie médiévale des tours conçues pour une défense lourde. En effet, l'utilisation des canons à la suite de la découverte de la poudre nécessitait des tours larges et basses, de forme circulaire pour amortir l'impact des boulets de canon, équipées de rampes ou de toboggans qui permettaient le déplacement des pièces d'une tour à l'autre, et équipée d'un parapet large et robuste avec des ouvertures spécifiques pour les canons. La nouvelle fortification devait comprendre sept tours, dont quatre réunies parles courtines pour former un quadrilatère, et les trois autres alignées le long des douves jusqu'à Mar Piccolo. Les quatre tours portent respectivement le nom de San Cristoforo, San Lorenzo, Bandiera et Vergine Annunziata.

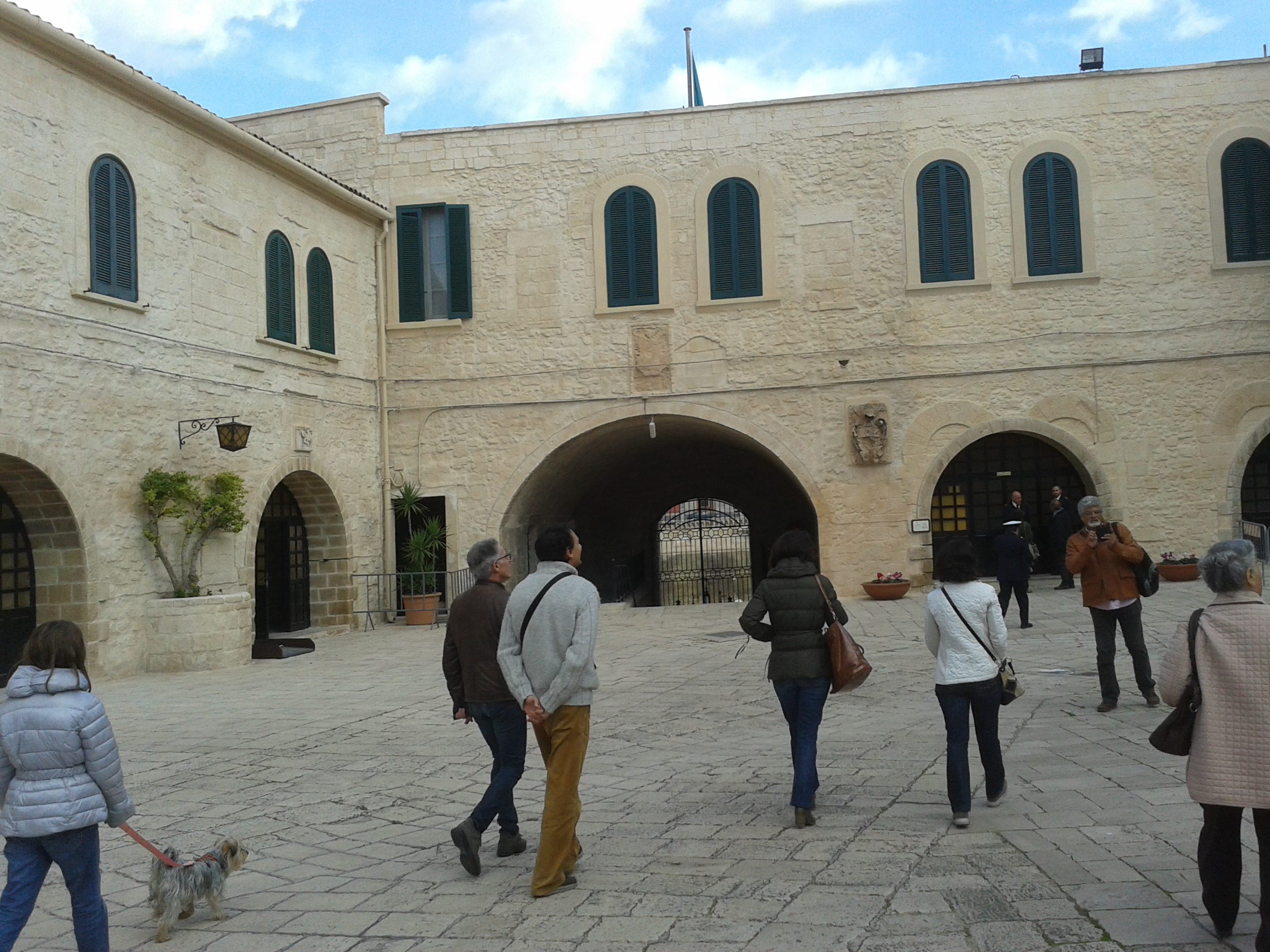
Cour intérieure.

Le premier châtelain, comme les fonds pour achever la partie aragonaise du château (le quadrilatère) n'étaient pas suffisants, imposa d'abord le droit de pêche, puis agrandit le château en le reliant à la torre Sant'Angelo qui fut construite aux frais de la municipalité. Les tours rondes et massives du château mesuraient finalement 20 m de haut et de large, reliées entre elles par des murs-rideaux de 40 m de long et avec quatre rangées de feu. Le château était équipé de deux sorties correspondant à deux ponts-levis. Le pont Soccorso traversait les douves qui reliaient le château à la zone qui était alors campagne et qui s'appelle aujourd'hui Borgo. De l'autre côté, cependant, le pont Avanzata reliait le château à l'ancien village, traversant les douves creusées pour isoler la structure de la ville.
En 1491, le ravelin de forme triangulaire entre la tour Bandiera et la tour San Cristoforo fut ajouté du côté face au Mar Grande. Le château fut achevé en 1492, comme le montre la gravure d'une plaque murée sur la Porta Paterna avec les armoiries des Aragonais écartelées avec les armoiries tripartites de l'Anjou :

« Le roi Ferdinand d'Aragon, fils du divin Alphonse et neveu du divin Ferdinand, reconstruisit ce château qui tombait à cause de la vieillesse dans une forme plus grande et plus solide, afin qu'il puisse résister à l'impulsion des projectiles portés avec la plus grande vigueur - 1492. »

Avec les Espagnols, les défenses furent renforcées en élargissant les douves et en construisant une nouvelle fortification à trois tours.

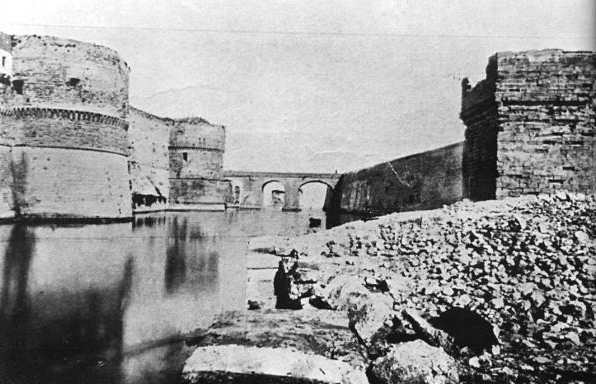
Les douves du château aragonais, 1880.

Avec l'arrivée des Habsbourg en 1707, le château perdit son importance en tant que structure militaire, devenant une dure prison, mais avec Napoléon Bonaparte, il retrouva sa fonction d'origine. En 1883, la Torre Sant'Angelo fut démolie pour faire place au Ponte Girevole. Les travaux furent achevés en 1887, année où le château devint siège de la Marine royale.

## Description

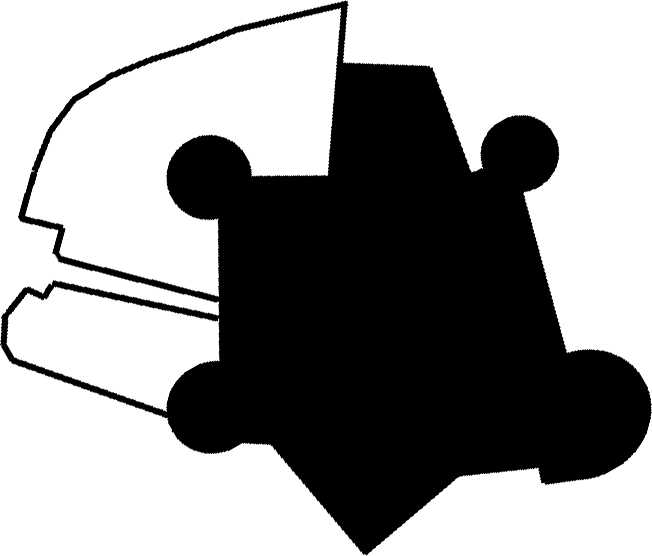
Plan du château.

La forteresse est un complexe polygonal dont le noyau sud est un bâtiment presque rectangulaire avec des tours d'angle. Ces tours s'appellent Torrione S. Cristoforo, Torrione S. Lorenzo, Torrione della Bandiera et Torrione dell'Annunziata. Leurs murailles extérieures ont une épaisseur comprise entre sept et huit mètres. Les tours sont reliées entre elles par des ailes de bâtiment et marquent ainsi les angles d'une cour intérieure spacieuse. Une structure triangulaire appelée Rivellino est construite devant la courtine sud face au large. Au nord se trouve une extension trapézoïdale, à l'extrémité nord de laquelle se dressait autrefois la Torre Sant'Angelo.

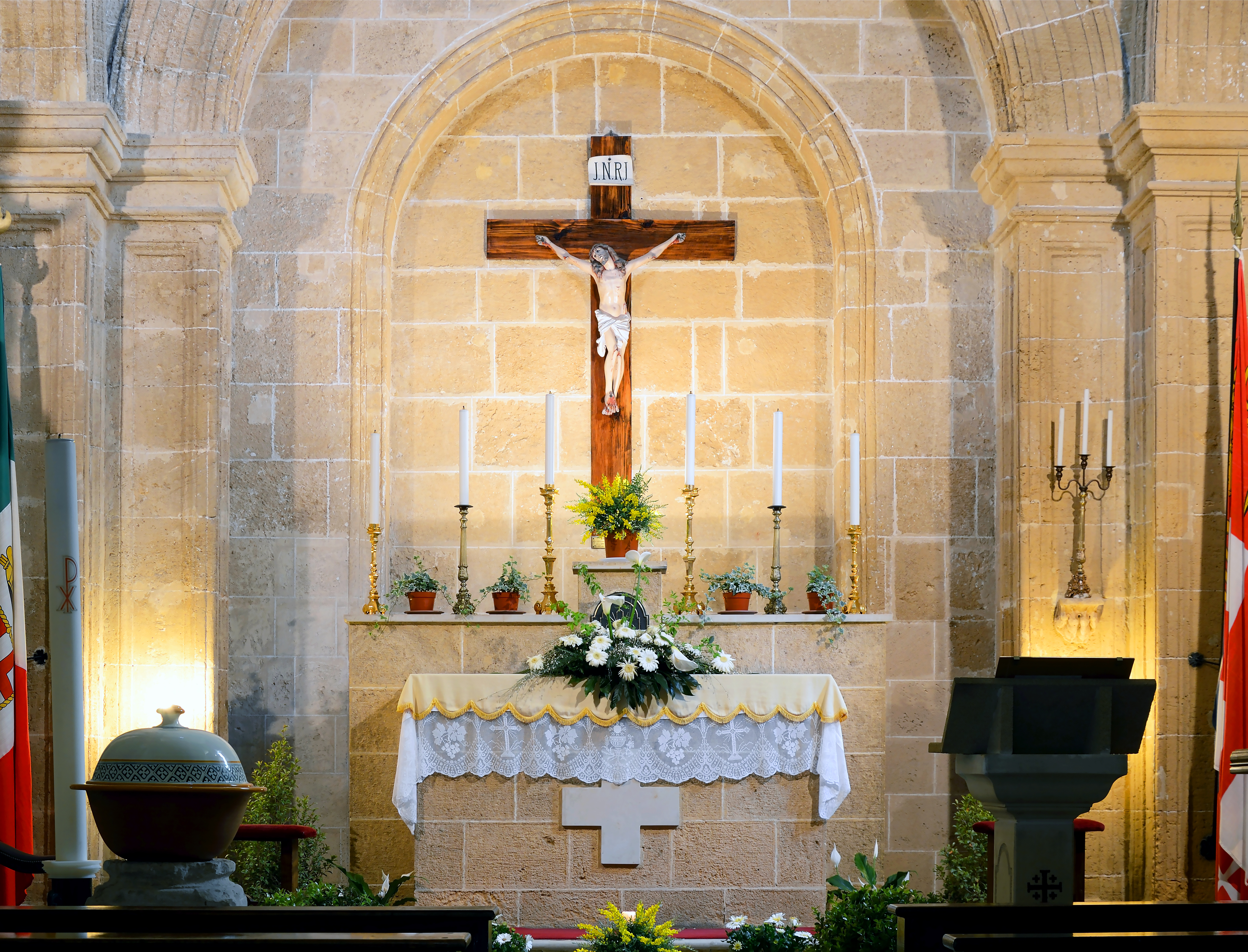
Chapelle Saint-Léonard.

À l'intérieur, se trouve la chapelle Saint-Léonard, qui fut re-consacrée en 1933 après avoir servi d'abord de corps de garde puis d'écurie au fil des années. À l'intérieur de la chapelle sont conservés les armoiries du roi espagnol Philippe II et deux dalles en carparo (it), un type de pierre typique de la région, représentant un saint évêque et un guerrier médiéval armé. Lors des fouilles de la crypte en novembre 2003, des tessons de céramique des XIIIe et XIVe siècles ainsi qu'une pièce de monnaie de 1245 ont été découverts sous le sol.
Les premiers travaux de restauration du château ont commencé au début du XXe siècle. Les dernières mesures ont eu lieu en intérieur jusqu'en 2005. L'objectif était de restaurer l'intérieur dans l'état de l'époque aragonaise. Depuis la dernière restauration, le château abrite un petit musée naval, axé sur la technologie des armes médiévales et modernes et sur l'architecture des forteresses.

## Galerie

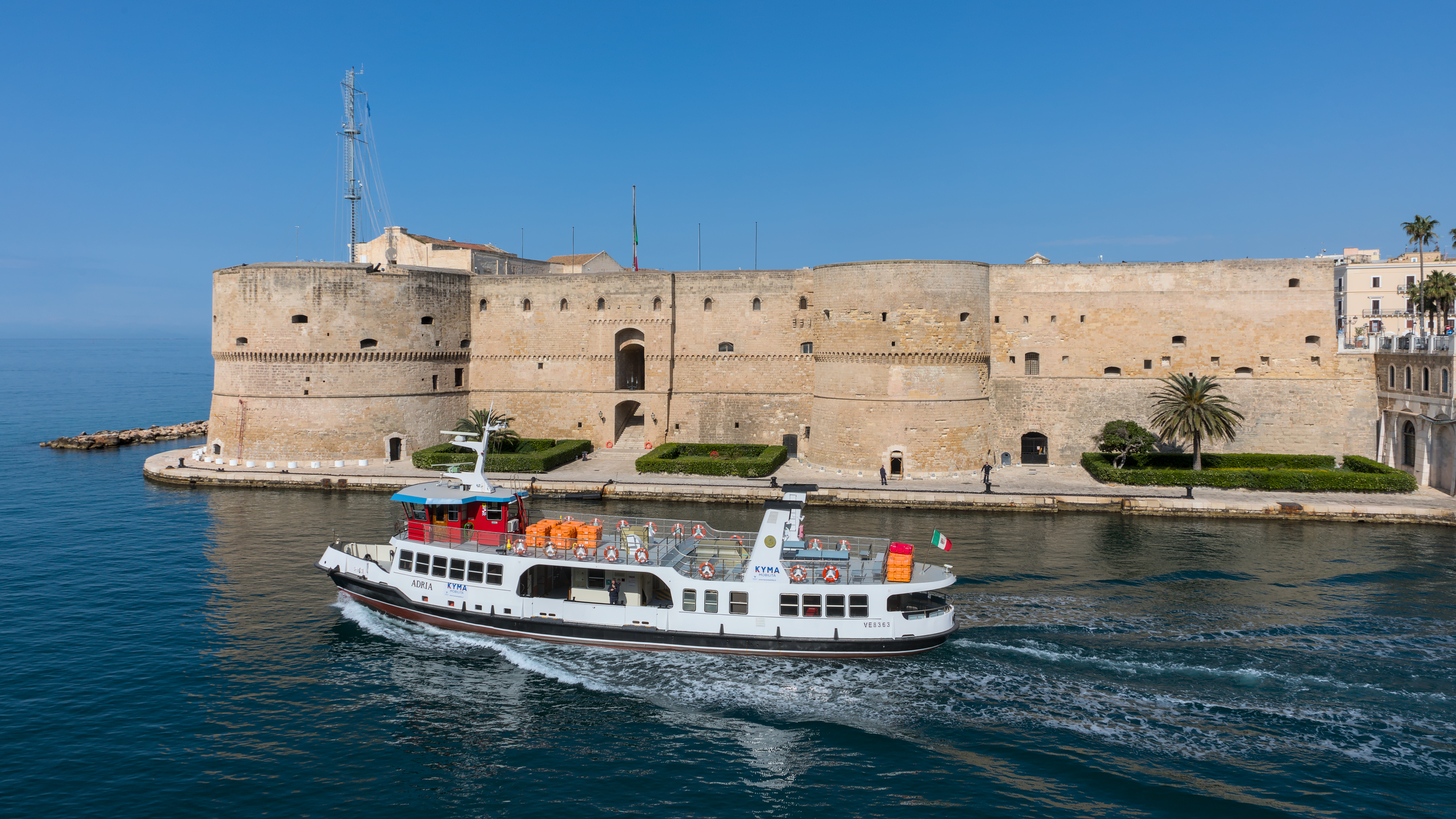
Un ferry de transport urbain passe devant le château
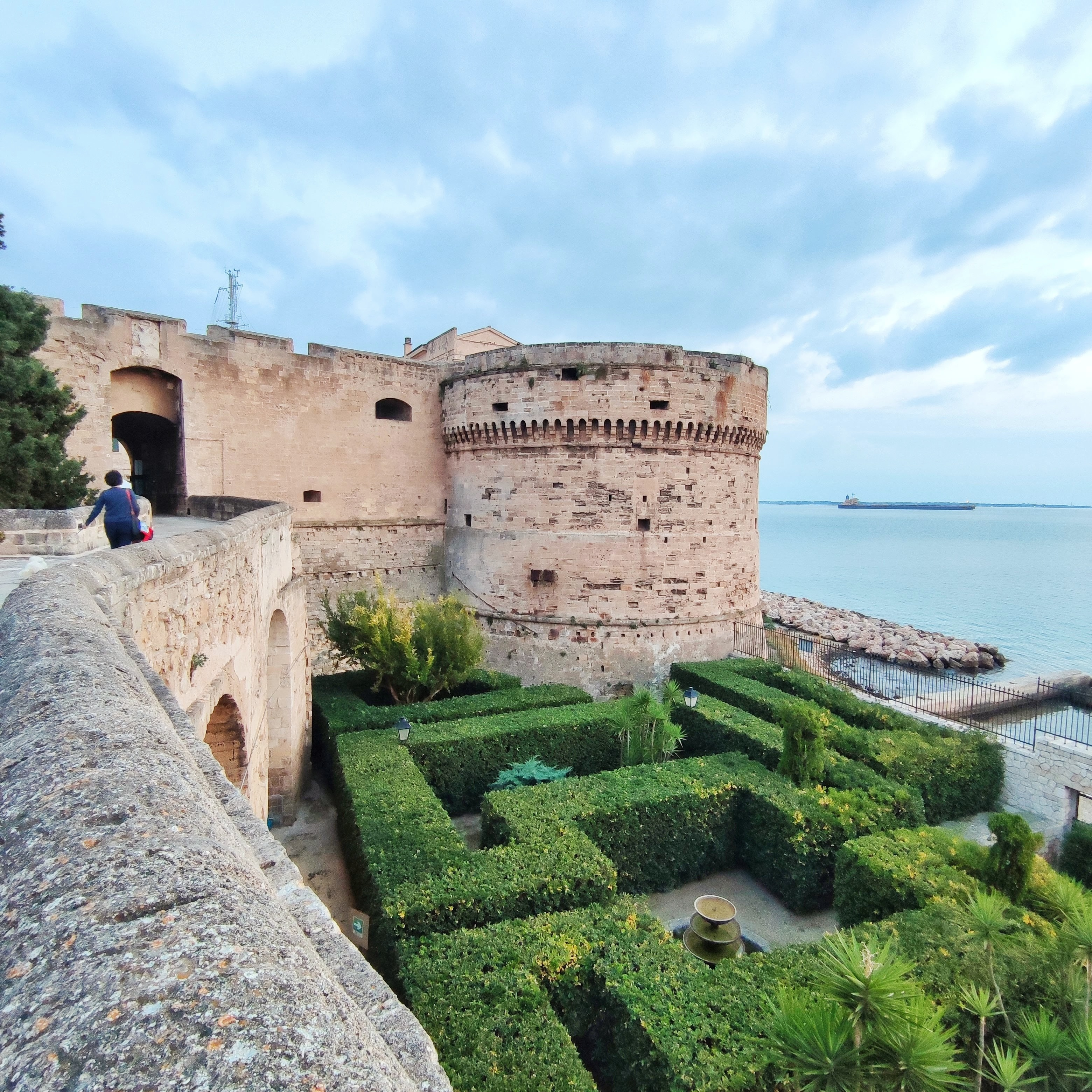
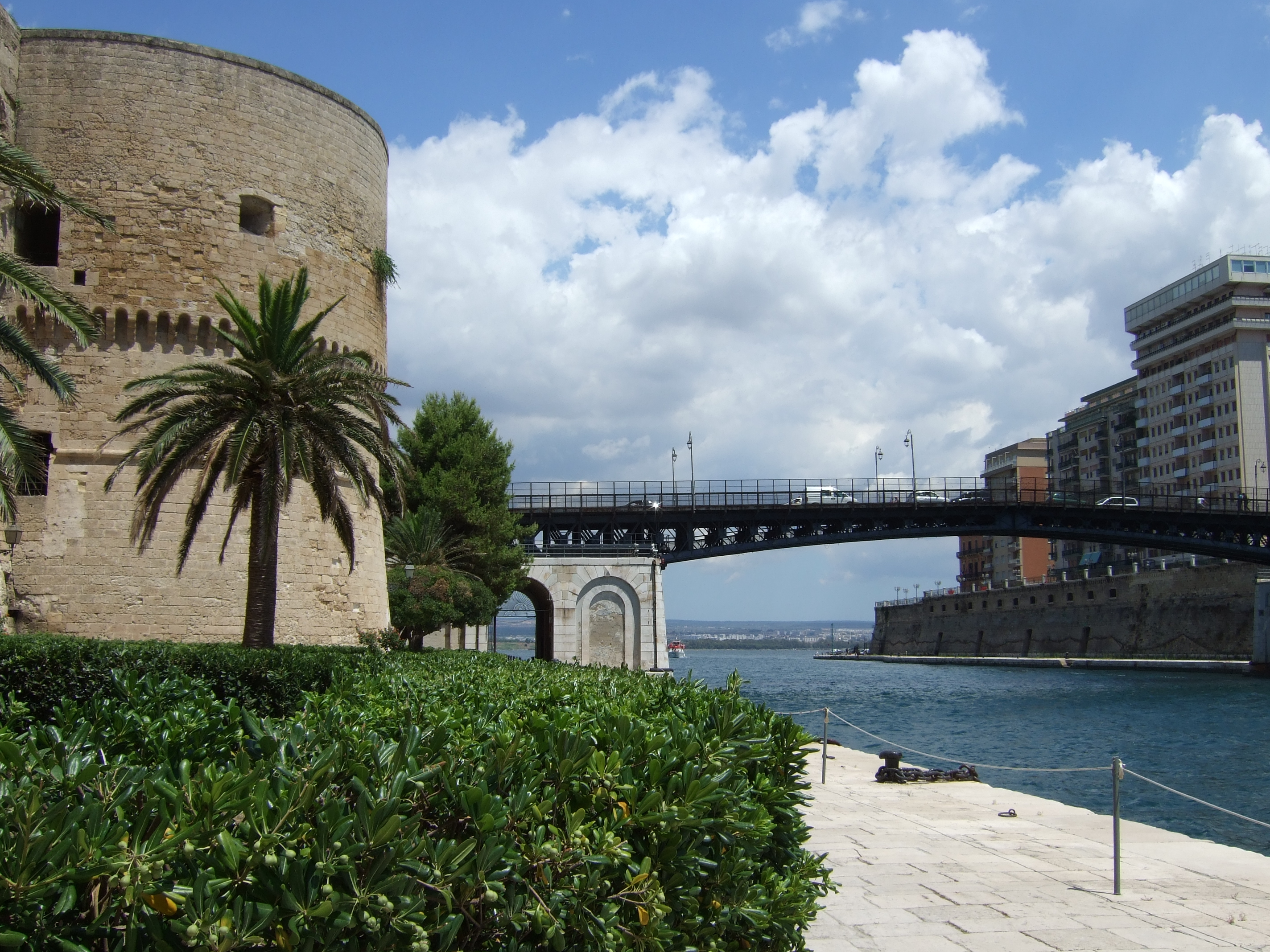
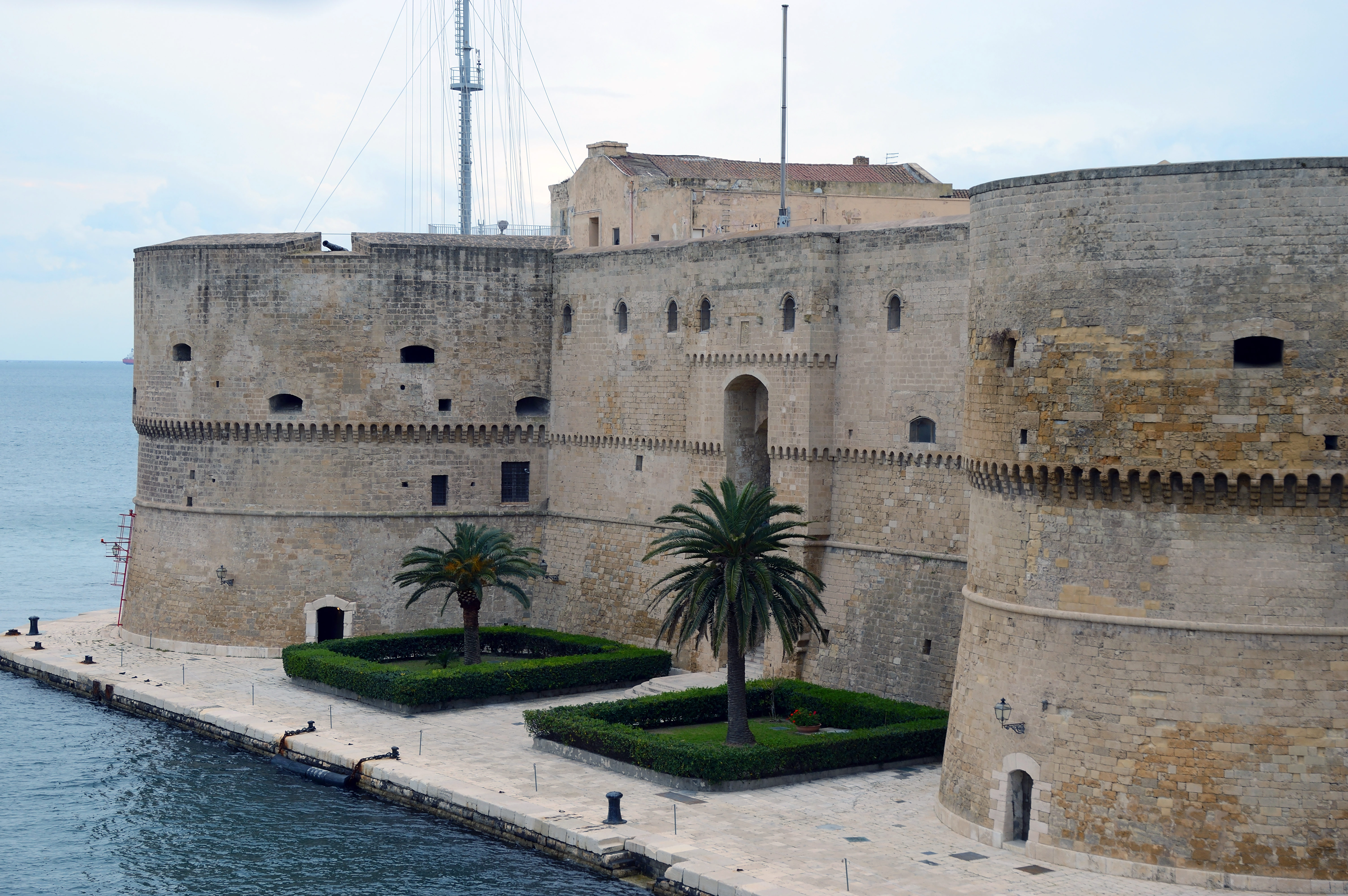
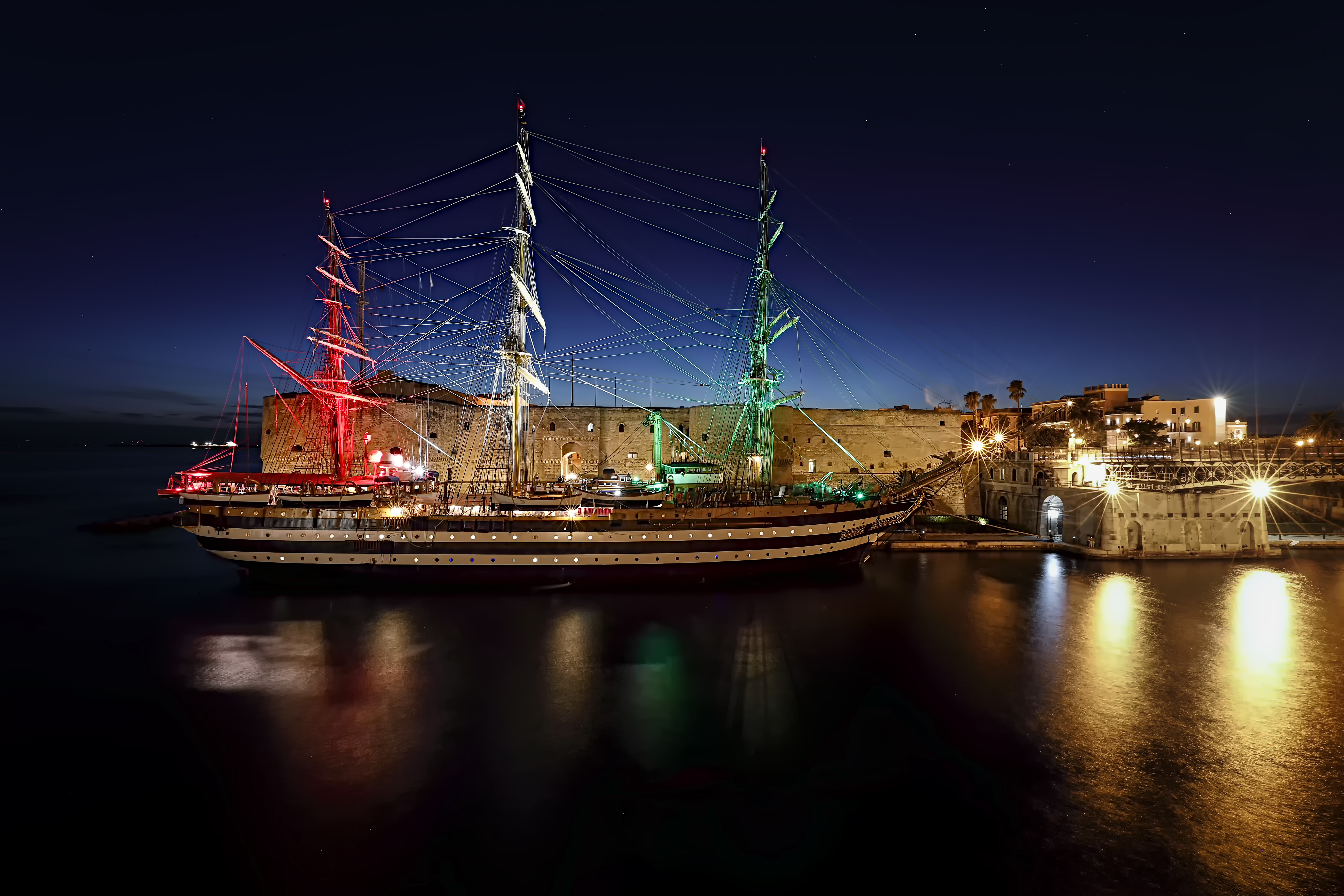
Le château de nuit avec l'Amerigo Vespucci.